# حديقة سينسيناتي للحيوانات والنباتات
حديقة سينسيناتي للحيوانات والنباتات هي ثاني أقدم حديقة حيوان في الولايات المتحدة وموجودة في سينسيناتي - أوهايو.
افتتحت عام 1875 بعد 14 شهر من افتتاح حديقة حيوان فيلادلفيا في 1 يوليو 1874.
الهياكل التاريخية في حديقة حيوان سينسيناتي هو أٌقدم مبنى في حديقة حيوان في الولايات المتحده ويعود تاريخها إلى عام  1875.
حديقة حيوان سينسيناتي موجودة في حي افوندل وقد تأسست على مساحة 65.4 فداناً (26.5 هكتاراً) في وسط المدينة، ومن ذلك الحين تم توسيعها علي حساب المحيطة بها وبعض الأراضي الإخري في ضواحي سينسياتي الخارجيه.
تجري الحديقة برامج للإكثار. وكانت أول من نجح في تكاثر أسود بحر كاليفورنيا. وأيضاً فهد جنوب أفريقيا ووحيد القرن السومطري والنمر المالاوي وغوريلا السهول الغربية والبوتو وزرافة الماساي.
وحديقة حيوان سينسياتي كانت الموطن للمارثا، آخر من عاش من الحمام الزاجل الذي توفى هناك عام 1914
وكانت الموطن لآخر من عاش من ببغاء الكارولينا عام 1918
الحديقة عضو معتمد ل رابطة حدائق الحيوان وأحواض السمك وعضوة في الإتحاد العالمي لحدائق الحيوان وأحواض السمك.
وقيمت حديقة حيوان سينسيناتي من أفضل حدائق الحيوان في البلاد عام 2014 في أفضل حدائق الحيوان في الدول التي كتبتها مجلة الولايات المتحدة اليوم حسب البيانات المقدمة من قبل رابطة حدائق الحيوان وأحواض السمك

## التاريخ

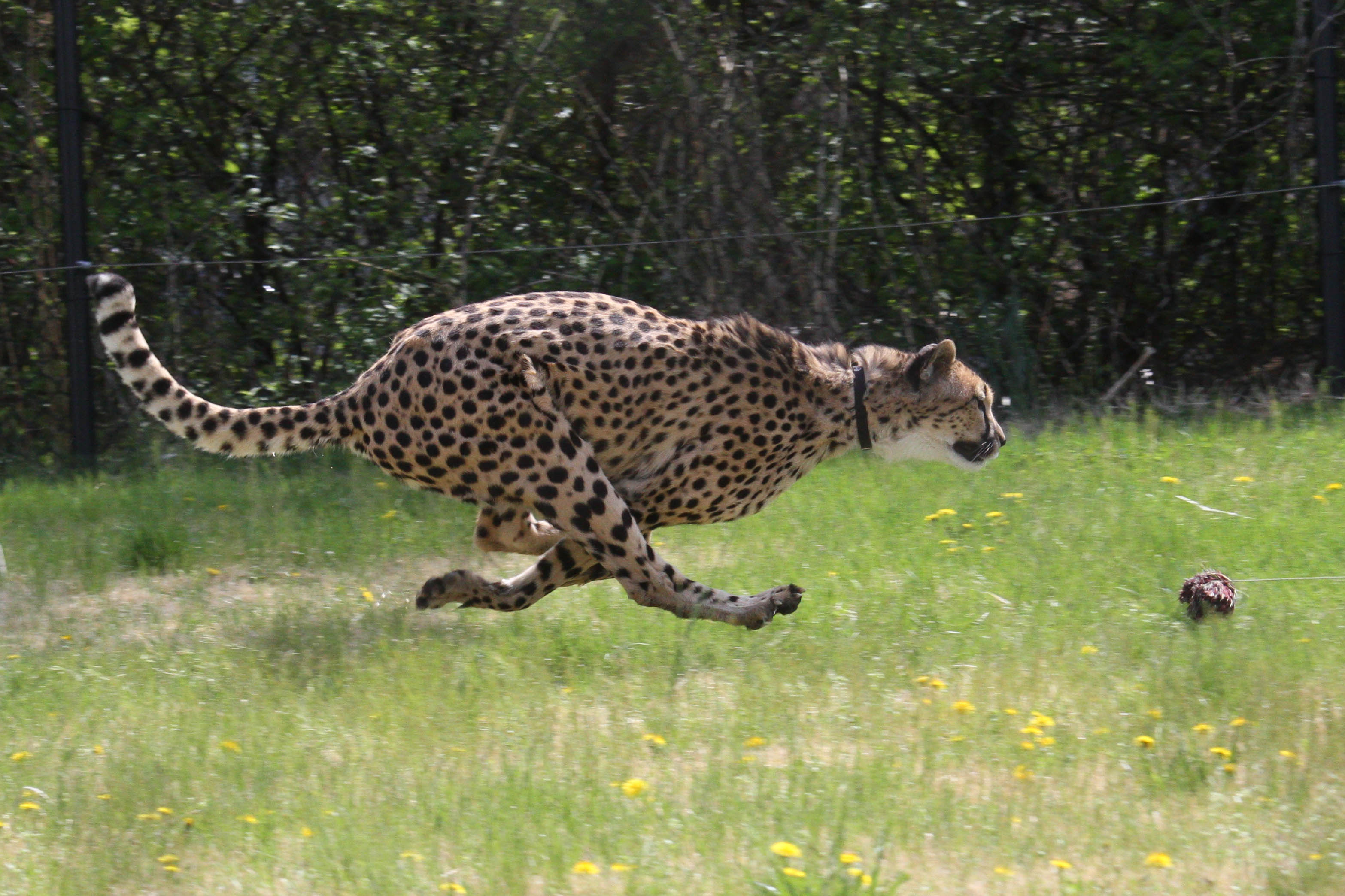
فهد بالغ يركض في حديقة حيوان سينسياتي والحديقة النباتية.

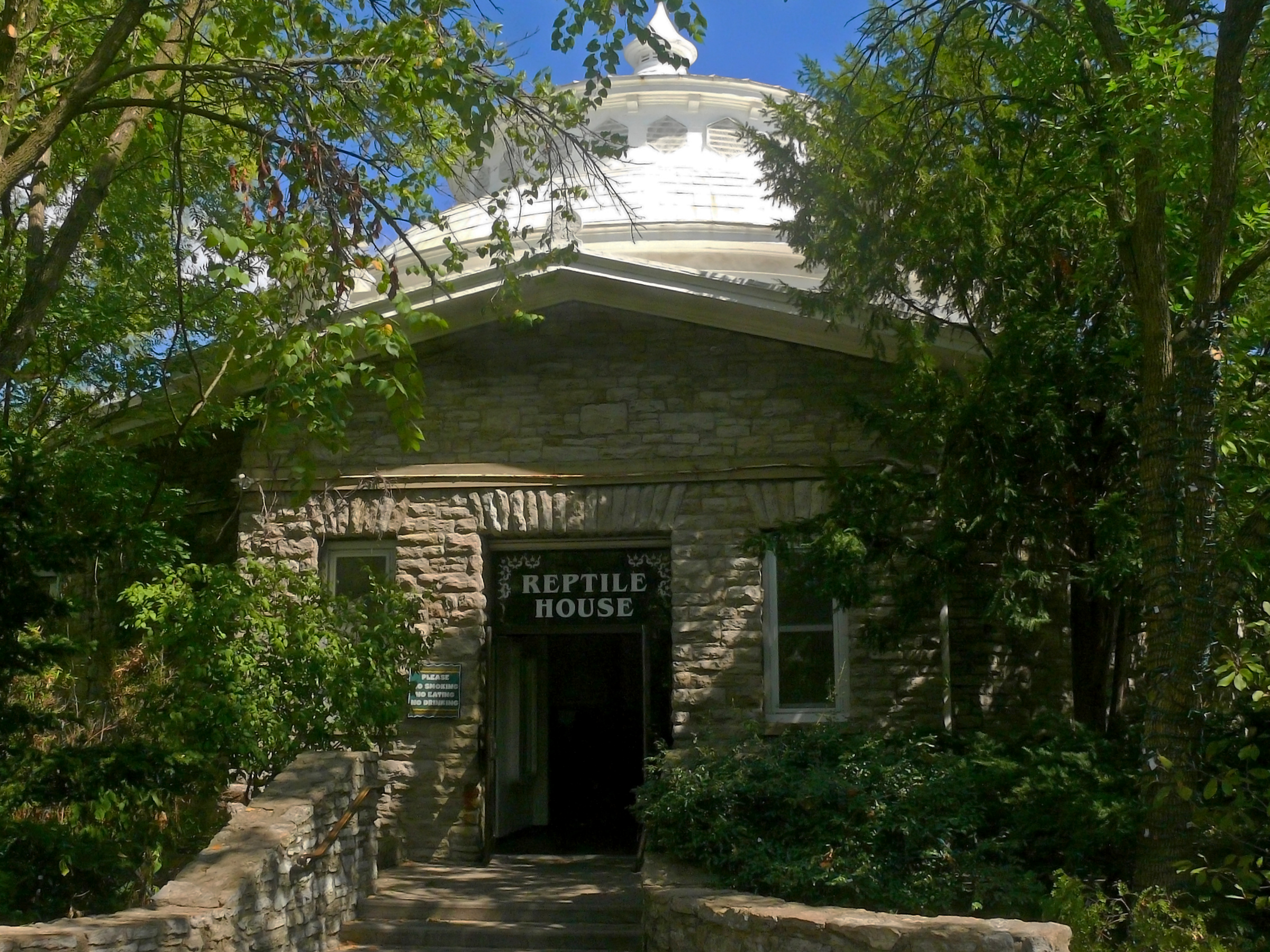
الهياكل التاريخية في حديقة حيوان سينسياتي المبني عام 1875

انشأت ،معيه علم الحيوان في سينسيناتي حديقة حيوان، متكونه من 65 فدان تقرياً فقط موجوده في مراعي بقر معرفة باسم بلاكيلي وودز. قام أندرو إركينبريشر بشراء الأرض وتأجيرها لجمعيه علم الحيوان لمده 99 عام، ثم حصلت على موقوعها الحالي عام 1874 وحديقة الحيوان فتحت ابوابها للعامه رسمياً في 18 سبتمبر 1875، مما جعل حديقة حيوان سينسيناتي والحديقة النباتية ثاني اقدم حديقة حيوان بنيت عمداً في الولايات المتحدة، افتتحت ب 769 حيوان للعرض وكان الدخول 25 سنت للبالغين و15 سنت للاطفال.
أسسها جوناثان جونوفر من «سينسيناتي والتصميم» من قبل مهندس المناظر الطبيعيه ثيودور فونديسن، وكانت تسمى حدائق سينسيناتي لعلم الحيوان، المهندس المعماري جيمس مكلولين الذي بنى أول مبان حديقة الحيوان، صمم مباني علم الحيوان التي بنيت سريعًا في الولايات المتحده، وكانت تتكون حديقة الحيوان في الاصل من 8 قرود واثنان من الدببه الرماديه وثلاثة من الغزال ذو الذيل الأبيض وستة من الراكون واثنان من الايائل وجاموس وضبع رقطاء وتمساح أمريكي وفيل سيرك وأيضًا أكثر من اربعمائة طائر من ضمنها الغراب وهي ايضًا موطن لبعض منالطاووس الهندي.
كان أول كتاب ارشادات كتب لحديقة الحيوان عام 1876 وكان باللغة الالمانيه وذلك لأن مؤسسي حديقة الحيوان بما في ذلم مديرها العام الأول مهاجرين من ألمانيا ولأن الكثير من السكان ناطقين اللغة الألمانية، وأول نسخه باللغة الإنجليزية كانت عام 1893.
عام 1878 ولد أول أسد بحر مأسور، وأيضاً أول زوجين من الزرافات في حديقة حيوان سينسيناتي.
في أول عشرين عامًا واجهت حديقة الحيوان العديد من المشاكل الماليه، على الرغم كم بيعها 22 فدان لدفع الديون عام 1886, ووضعت تحت الحراسة عام 1898 وتمكنت شركه سينسياتي لعلم الحيوان من إخراج حديقة الحيوان من تحت الحراسة وإكمال عملها، وقامت شركه سينسيناتي للجر بشراءه عام 1901 وقامت بنتظيمها لمده 16 عام وفي عام 1917 تولتها جمعية حديقة حيون سينسيناتي وقامت ماري إيمري وآنا سينتون تافت بتمويل التبرعات الخيريه لهم
و تولوا إدارة حديقة الحيوان، وفي عام 1932 اشترت المدينة حديقة الحيوان وإلى الآن يديرها مجلس المفوضين للحديقة.
في عام 1931 روبرت سولفيان حديقة الحيوان غوريلا اسمها سوزي بشكل دائم، تم اعتقال سوزي في الكونغو البلجيكيه، تم شراء سوزي لأول مره قبل مستكشفين فرنسيين الذن ارسلوها لفرنسا فس اغطسطس 1929, ثم تم إرسال سوزي من أوروبا إلى الولايات المتحدة على متن السفينة جراف زيبلين بمرافقه ويليام دريسمان بعد أن انهت سوزي جولتها في الولايات المتحده وكندا مع رينغلينغ بروس وسيرك بارنوم وبايلي قام روبرت بشراء سوزي مقابل
$4500 وأعارها لحديقة الحيوان، دريسمان الذي بقي كمدرب سوزي بعد اعارتها للحديقة، علمها كيف تأكل بالشوكة والسكين وعلمها أن تقدم عرضين كل يوم، وفي يوم ميلادها 7 اغطسطس عام 1936 اتى أكثر من 16,000 إلى حديقة الحيوان، ظلت سوزي من الحيوانات الأكثر شعبيه حتى يوم وفاتها29 أكتوبر عام 1947, ثم تم التبرع بجسدها إلى جامعه سينسياتي حيث أن هيكلها العظمي بقي للعرض حتى تم تدميره في حريق عام 1974

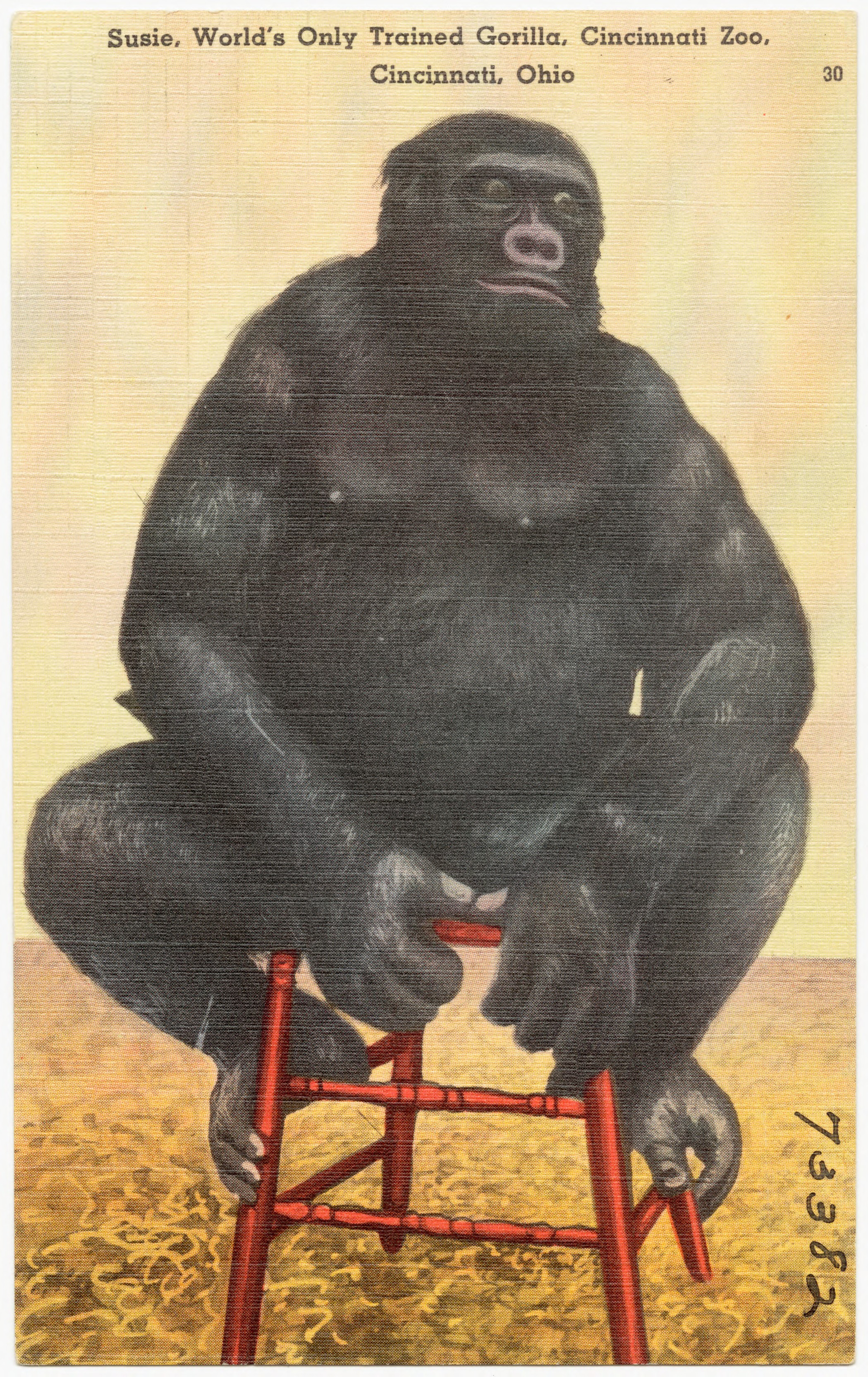
سوزي على بطاقه بريدية

عام 1951 تم تحويل بيت القرود الأصلي إلى بيت الزواحف.
بالإضافة إلى معارض الحيوانات الحيه تملك حديقة الحيوانات كشكات للمرطبات وساحه رقص وطرق وممرات وأماكن تنزه وبين عامي 1920 و1972, قامت بإستضافه عرة ض سينسيناتي للاوبرا وتم تقديمها في جناح مفتوح في الهواء الطلف وقام ببثها راديو ان بي سي.
في عام 1987 تم تعيين بعض من أجزاء حديقة الحيوان كعلامه تاريخيه وطنيه مثل الهياكل التاريخية في حديقة حيوان سينسيناتي، ونظراً للهندسة المعمارية في بيت الفيل وبيت الزواحف والنصب التذكاري للحمامة الزاجل، فيعود تاريخها إلى عام 1875.

## الحيوانات والمعارض

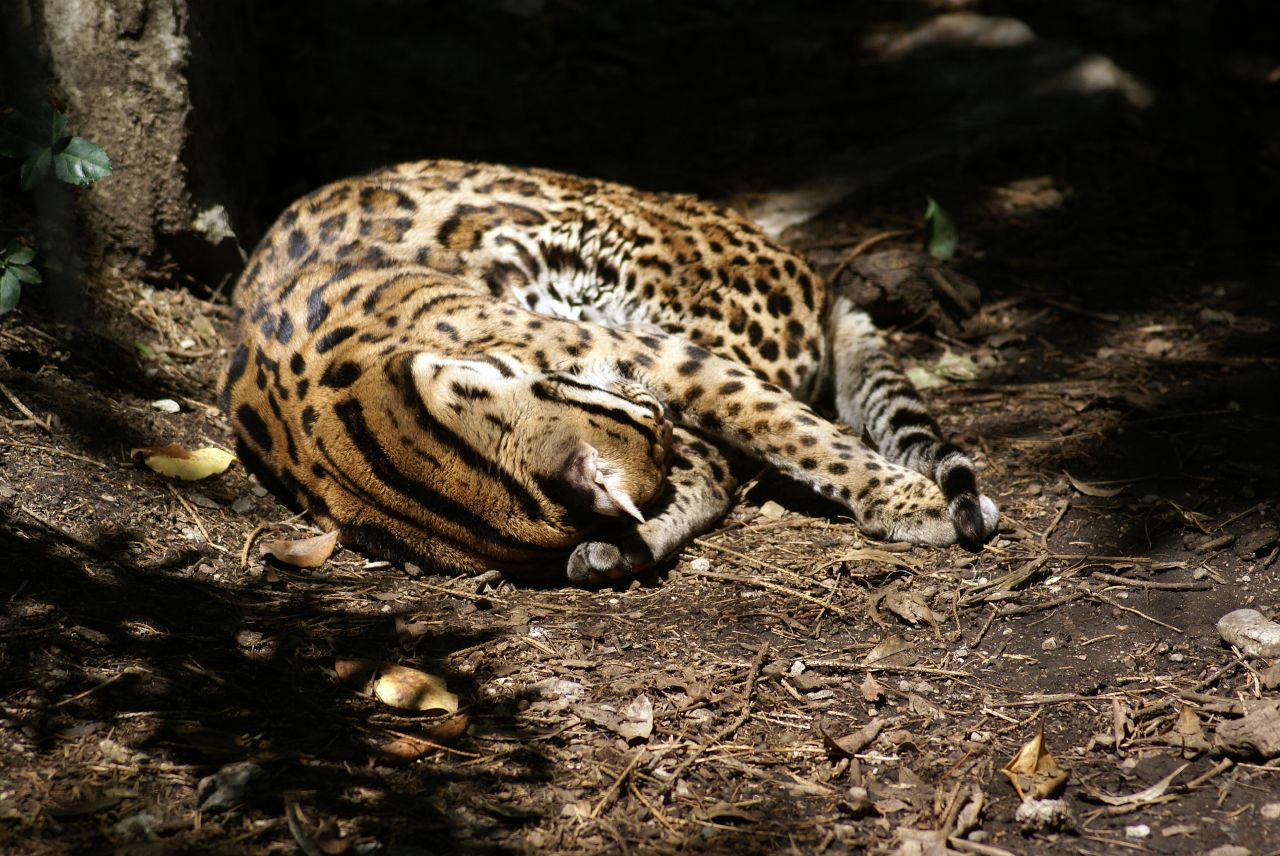
النمر القزم جنوب البرازيل نائم في حديقة سينسيناتي والحديقة النباتية.

حيوانات هذه الحديقة احتلت العديد من السجلات، من ضمنها أطول تمساح حي في قفص وكان يبلغ من العمر 70 سنه، أسرع فهد في قفص، وأكبر تنين كومودو وتوفى عام 2005، وكانت حديقة الحيوان الأولى في الولايات المتحده التي وضعت حيوان آيآي للعرض، وبعد أن خسرت أخر حيوان آيآي عام 1993 حصلت على واحد أخر عام 2011 : عمره 6 سنوات نقل من مركز دوق ليمور في كاليفورنيا الشمالية وهي واحدة والوحيدة من أصل اثنا عشر حديقة حيوان في أمريكا الشمالية التي تكاثر البونوبو وكما هو معروف بالشمبانزي القزم، وهو واحد من الأنواع المهدده بالإنقراض في من أنواع القردة العليا

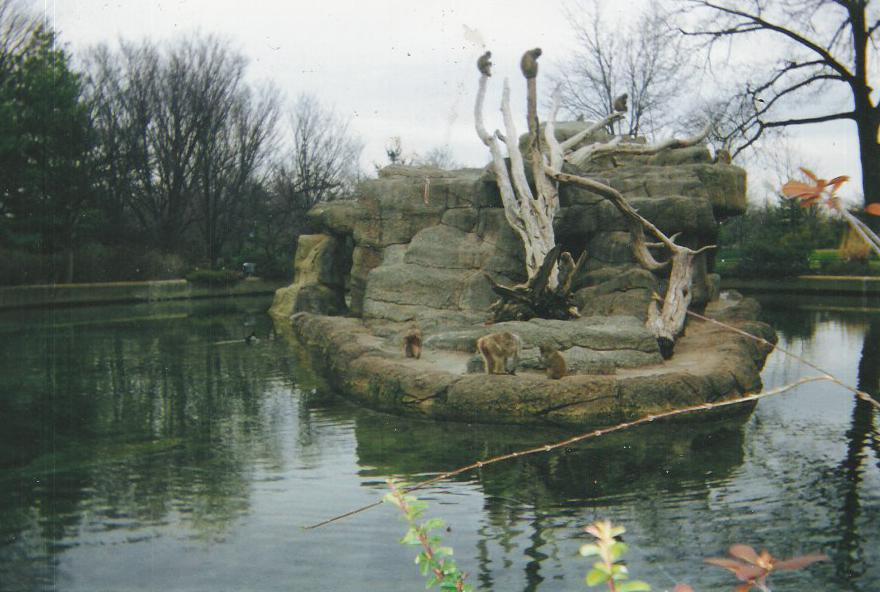
منزل قرد المكاك الياباني في إحدى «جزر القردة» في حديقة سينسيناتي والحديقة النباتية.

## مركز حفظ وبحوث الحياه البرية المهدده بالانقراض
حديقة حيوا سينسيناتي اخذت دور نشط فب تربيه الحيوانات ومساعده انقاذ بعض الأنواع ’ في عام 1880 فقست أول بيضه بجعة البوق في حديقة الحيوان، واربعة بيوض من الحمام المهاجر وتبع ذلك ولاده أول ثور أمريكي في الأسر عام 1882.
عام 1981 أنشأت حديقة الحيوان مركز حفظ وبحوث الحياه البرية المهددة بالإنقراض من قبل عائله كارل ليندنر الثاني لغرض استعمال العلم والتكنولوجيا لفهم والحفاظ على إنتشار النباتات والحيوانات المهددة بالانقراض وتسهيل حفظ التنوع البيولوجي العالمي.
و حديقة الحيوان المتجمدة تلعب دوراً رئيسياً حيث تخزن أكثر من 2500 عينهتمثل حوالي 60 نوع من الحوانت و65 نوع من النباتات.

## المعارض المستقبلية
قامت بتحديث المعرض الأفريقي الذي يبلغ مساحته 8 فدان والذي أصبح أكبر معرض حيوانات في تاريخ حدائق الحيوان
و قد انتهوا من المرحلتين الأولى والثانية في عام 2010, مضيفين معرض لطاثر النحام الوردي والكركي، وقاموا بتوسيع مساحه معرض الفهود لتعطيهم مساحه أكبر ليركضوا فيها، مما سيسمح لها لأن تصل إلى السرعة المثالية في أوقات قياسيه، أكتملت المرحلة الثالثة وأفتتحت في 29 يونيو 2013, وفي هذه المرحلة تم توفير مساحه أوسع للرؤية مما سمح للزوار برؤيةالأسود الأفريقيه والأسود البيضاء، والبج والثعالب خفاشية الأذنين والكلاب البريه الأفريقيه ومعرض الفهود الجديد، وتمت إضافة مقهى يقال عنه أنه المفهى الأكثر خضرة في الولايات المتحدة.
افتتحت المرحلة الرابعه في 28 يونيو 2014, وكانت أكبر مرحله توسعه في المعرض الأفريقي، ففي هذه المرحل اضافوا سافانا واسعة النطاقوضع فيها الحمار الوحشي والغزلان والمرامري الأصغر والإمبالة والإيلاند العملاق وبعض من الطيور العملاقه مثل النعام وأبو سعن الأفريقي والكركي الرمادي المتوج.
المرحلة الخامسه والنهائيه افتتحت 26 يوليو 2016, حيث وسعوا مساحه معرض فرس النهر مطلقين عليه اسم "Hippo Cove" أ] كهف فرس النهر أو تجويف فرس النهر التي اعطت للزوار فرصه تجربه رائعه تحت المامء وفوقه، يضم المعرض رجلا يبلغ من العمر 34 عاما يدعى هنري من حديقة حيوان ديكرسون بارك وأنثى تبلغ من العمر 17 عاما تدعى بيبي من حديقة حيوان سانت لويس، بيبي البالغه من العمر 17 سنه قامت بتوليد عجل ولادة مبكره في صباح اليوم 24 يناير 2017 .
أول فرس نهر يولد في حديقة سينسيناتي، فيونا كانت أول فرس نهر يتم تصويره عن طريق التصوير بالموجات فوق الصوتية.
و من المقرر أن تتم توسعه عالم الغوريلا بمبلغ قيمته 12 مليون دولار، والذي سيظم مبنى داخلي كبير يسمح للزوار بمشاهده الغوريلا كل يوم ومن المتوقع أن يكتمل بحلول صيف 2017 .

## حادثة إطلاق النار على غوريلا 2016
مقتل هارامبي
في 28 مايو 2016, طفل عمره ثلاث سنوات تسلق على سياج حظيره غوريلا في حديقة حيوان سينسيناتي والحديقة النباتية ثم أمسك به وسحبه إلى الداخل هارامبي، أحد غوريلا السهول الغربية البالغ من العمر 17 سنه، خوفاً على حياه ذلك الطفل، أحد عمال حديقة الحيوان اطلف وقتل هارامبي، تلك الحادثه تم تسجيلها في فيديو وتلقت تغطية وتعليقات دولية واسعة، بما في ذلك جدال حول خيارات قتل هارامبي، وكتب عدد من علماء الحيوانات الراقية والمحافظين على البيئة لاحقاً أن حديقة الحيوان تلك لم تملك أي خيار تحت تلك الظروف، وأن هذا سلّط الضوء على خطر حيوانات حديقة الحيوان إن كانت على مقربة من الإنسان وأنه يوجد حاجة لمستوى رعاية أفضل.

## وصلات خارجية
- الموقع الرسمي